# Tumiditarsus cicatricornis
Tumiditarsus cicatricornis là một loài bọ cánh cứng trong họ Cerambycidae.